# La mujer sin cabeza
La mujer sin cabeza (lett. "La donna senza testa") è un film del 2008 diretto da Lucrecia Martel.